# Drapeau de la Finlande

Drapeau et pavillon d'État (11:18).

Drapeau et pavillon de guerre (11:19).

Le  drapeau de la Finlande, en finnois : Suomen lippu également appelé Siniristilippu (en français : Le Drapeau à la Croix Bleue), date de 1918 et se fonde sur le modèle du drapeau du Danemark. Il représente la croix scandinave bleue sur un fond blanc.
Le bleu symbolise les lacs et le ciel tandis que le blanc symbolise la neige et les blanches nuits de l'été finlandais. Le pavillon d'État comprend en son centre les armes de la Finlande, il est par ailleurs l'exacte réplique du drapeau civil.
Le drapeau en ailes d'hirondelle est utilisé par les militaires. Le drapeau présidentiel est identique à celui de l'armée mais il porte aussi la Croix de la Liberté dans le coin supérieur gauche étant donné que le président de la Finlande est le Grand Maître de l'Ordre de la Croix de la Liberté.

## Histoire

Pavillon d'État temporaire utilisé entre décembre 1917 et mai 1918

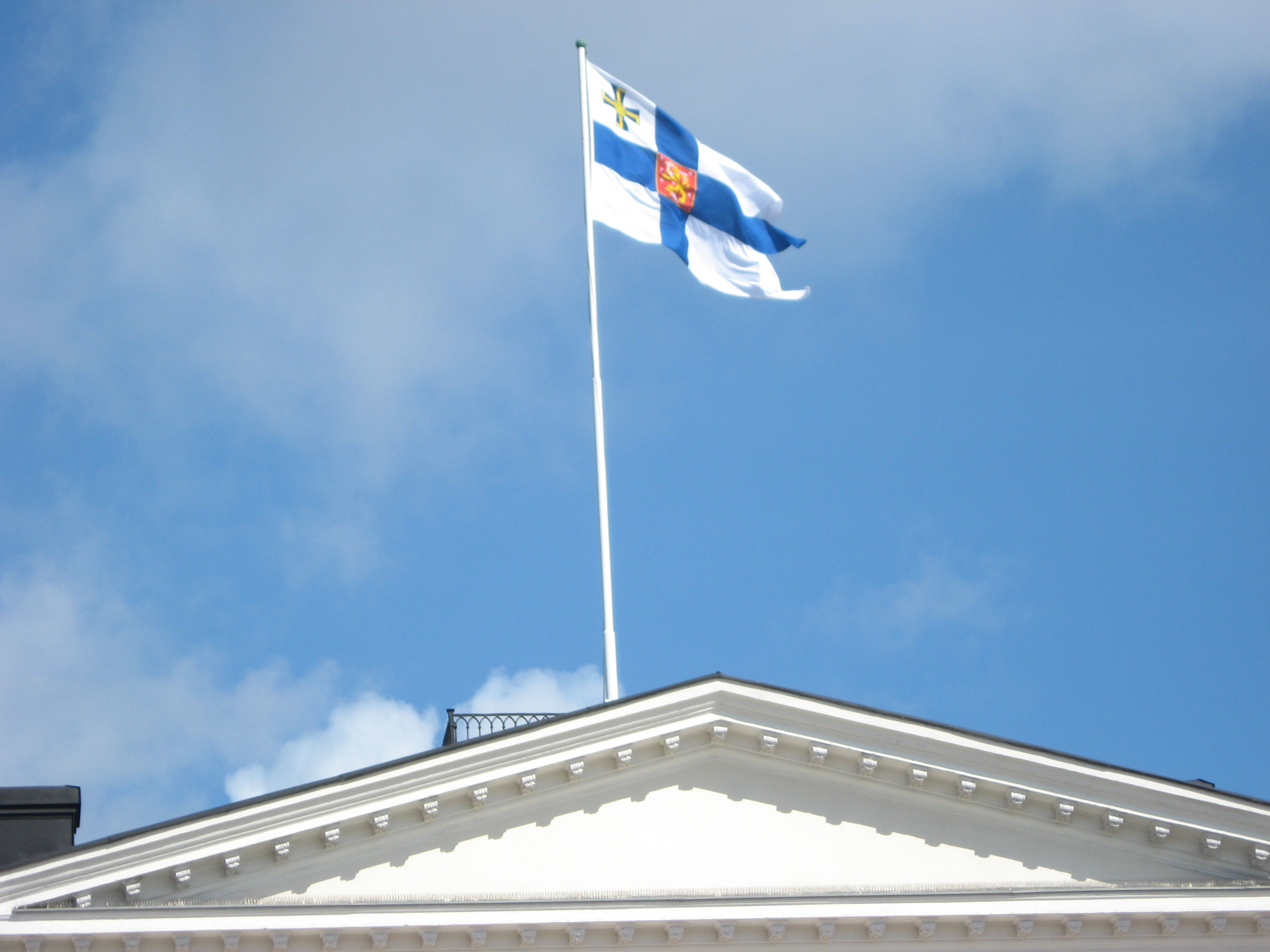
Drapeau présidentiel (au palais présidentiel).

Le premier drapeau de Finlande connu a été présenté en 1848, avec l'hymne national Maamme. Il présentait les armoiries de la Finlande, entourées de feuilles de laurier, sur un drapeau blanc.
Le dessin actuel a été pour la première fois utilisé par le Nyland Yacht Club, fondé à Helsinki en 1861. En plus de la croix bleue sur un fond blanc, le yacht club avait ajouté les armes couronnées de la province de Uusimaa ainsi que deux lignes croisés dans le coin supérieur gauche. Ce drapeau est identique à celui du Yacht Club de Saint-Pétersbourg fondé l'année précédente, excepté la position de la croix. Le dessin peut faire penser au pavillon de la Marine impériale russe qui avait une croix de saint André sur un fond blanc. 
Peu après l'indépendance de la Finlande en 1917, s'est tenue une compétition pour le dessin du drapeau finlandais. Plusieurs propositions ont été soumises. En ce qui concerne les couleurs, les dessins tombent principalement dans deux catégories : une utilisant le rouge et le jaune des armes de la Finlande, et l'autre composant avec le bleu et le blanc.
Une proposition comportait la forme du drapeau danois, mais avec une croix jaune sur un fond rouge. Une autre avait des bandes diagonales bleues et blanches mais fut décriée comme convenant plus à un coiffeur qu'à un pays nouvellement indépendant.

## Définition légale

Schéma de composition

D'après la loi finlandaise, les proportions du drapeau sont 11:18 (hauteur:largeur). L'enseigne militaire est d'une unité plus long et les queues sont longues de cinq unités. La largeur du sommet de la croix bleue est de trois unités. Lorsque le drapeau flotte sur un pylône, la loi recommande que la largeur soit égale à un sixième de la hauteur du pylône.
| Couleur | ● Bleu foncé  | ● Blanc       | ● Rouge foncé | ● Jaune      |
| ------- | ------------- | ------------- | ------------- | ------------ |
| HTML    | #003580       | #FFFFFF       | #D21034       | #FFC726      |
| RVB     | 0, 53, 128    | 255, 255, 255 | 210, 16, 52   | 255, 199, 38 |
| Pantone | Bleu 294C     | Safe          | Rouge 186C    | Jaune 123C   |
| CMJN    | 100.56.0.18,5 | 0.0.0.0       | 0.91.76.6     | 0.30,5.94.0  |

Le rouge et le jaune sont utilisés pour les armes qui apparaissent sur le enseigne d'État. Les couleurs en PMS sont spécifiés par décision gouvernementale.

## Autres règles

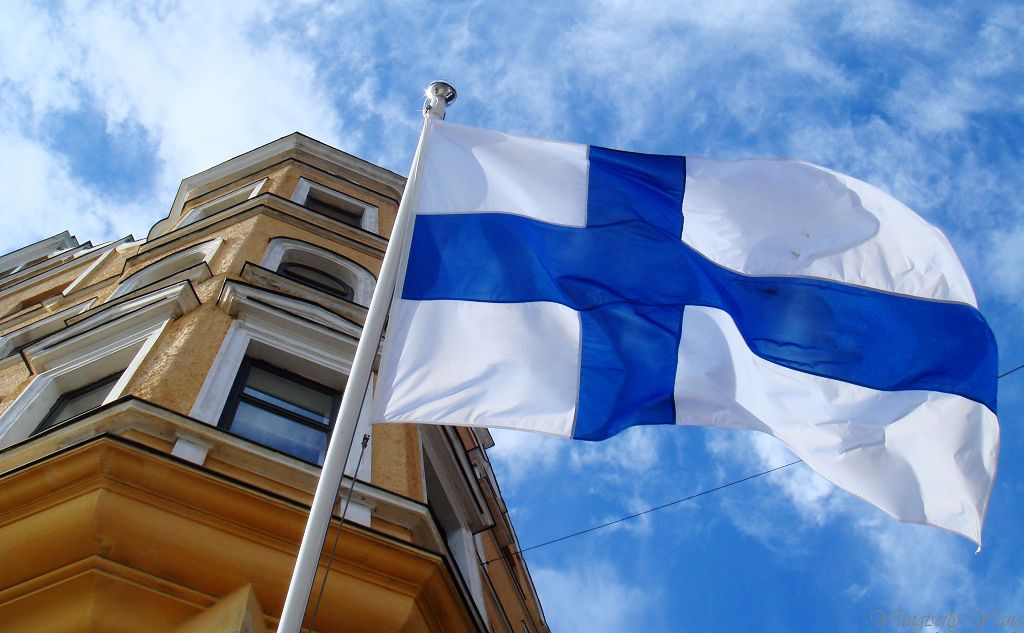
Le drapeau national finlandais

La loi finlandaise interdit d'abimer le drapeau ou de l'utiliser d'une manière irrespectueuse. Il est aussi illégal d'enlever le drapeau d'un pylône sans permission. Celui qui transgresse ces règles s'expose à des poursuites pour avoir déshonoré le drapeau.
La loi finlandaise interdit aussi l'usage du drapeau présidentiel ou de l'enseigne d'État sans permission, ainsi que l'ajout de symboles supplémentaires sur le drapeau. On ne peut pas vendre un drapeau qui a des couleurs ou une géométrie différente de celle définie par la loi.
La loi finlandaise précise que le drapeau ne doit pas être sale ou endommagé. Lorsque le drapeau est lavé, il doit être séché à l'intérieur. En outre, la coutume veut que s'il advenait que le drapeau touche le sol, il devrait immédiatement être brûlé. Il ne peut pas être enterré ni être jeté à la mer. 

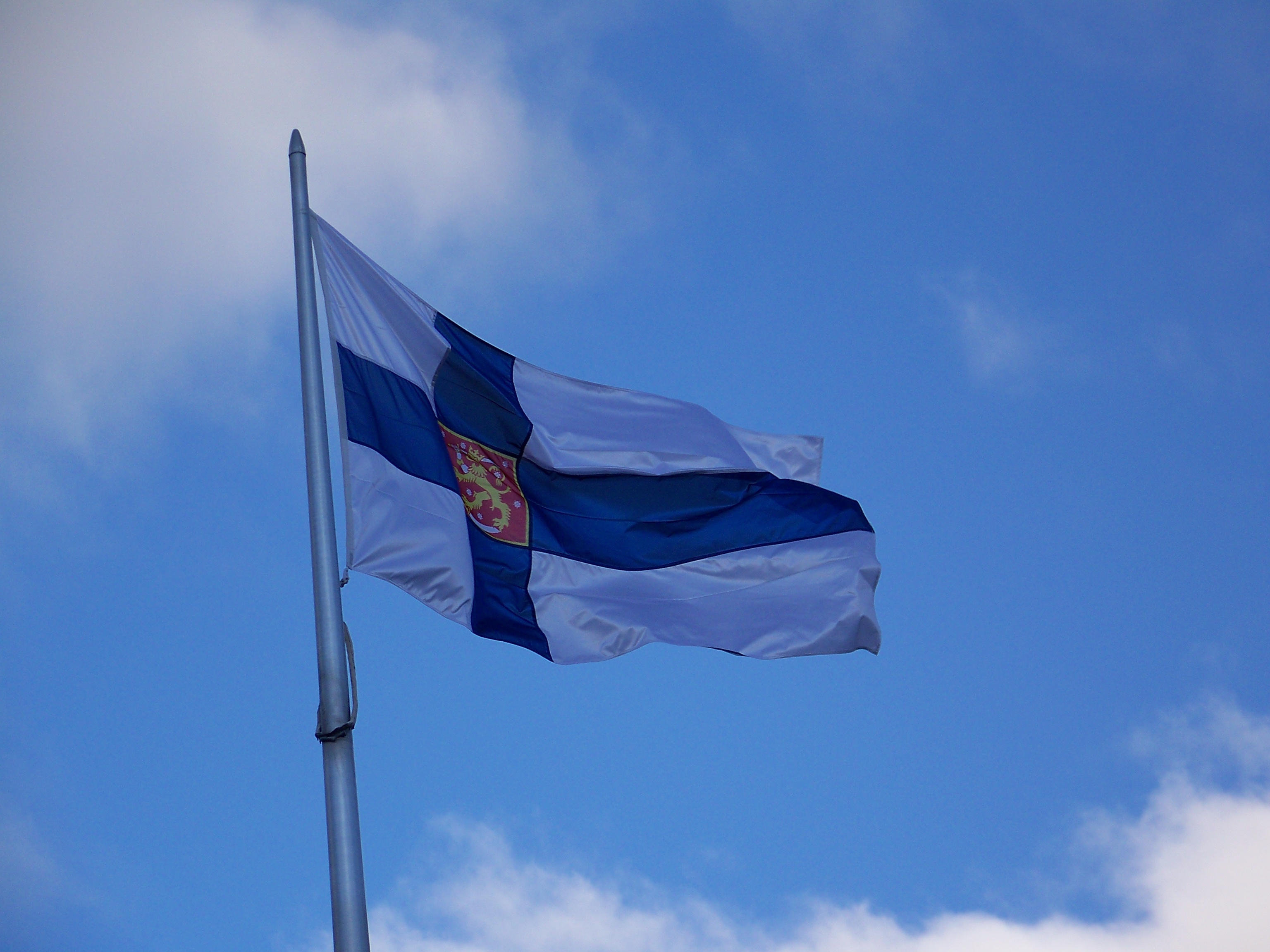
Drapeau de l'ambassade de Finlande à Canberra.

## Galerie

Drapeau du président de la République de Finlande